# Kultura Gruzije
Kultura Gruzije ima svoje korijene u dugoj gruzijskoj povijesti.
Počevši od početka 16. stoljeća, iako su određeni aspekti novijeg doba već bili uključeni od 12. stoljeća, pa sve do 19. stoljeća, gruzijska je kultura bila pod značajnim utjecajem perzijske kulture. Iako su bili vidljiviji među višim klasama, perzijski kulturni aspekti bili su ugrađeni u već postojeće gruzijske temelje, posebno slikarstvo, arhitektura i književnost. Francuski putnik Jean Chardin, koji je posjetio Gruziju 1672. godine primijetio je, da su Gruzijci slijedili perzijske običaje. Budući da su se mnogi gruzijski kraljevi, prinčevi i plemići rodili ili odrasli u Iranu, nije iznenađujuće što su se perzijski kulturni aspekti proširili u Gruziji.
Tijekom modernog razdoblja, otprilike od 17. stoljeća nadalje, na gruzijsku kulturu uvelike su utjecale kulturne inovacije iz Europe. Prve knjige na gruzijskom jeziku tiskane su 1620.-ih u Italiji, a prve u Gruziji u Tbilisiju 1709. godine.
Gruzijsko kazalište ima dugu povijest; njegov najstariji nacionalni oblik bila je "sakhioba" (sačuvana od 3. stoljeća prije Krista do 17. stoljeća nove ere). Gruzijsko nacionalno kazalište osnovao je književnik, dramatičar i diplomat Giorgi Avališvili u Tbilisiju 1781. godine. Njeni vodeći glumci bili su: Dimitri Aleksi-Meshišvili, David Machabeli, David Bagrationi, Dimitri Čolokašvili i drugi.
U Tbilisiju je Kavkaski muzej osnovan 1845. godine. Dvadesetih godina 20. stoljeća postao je Državni muzej Gruzije. Tbilisijsko državno kazalište opere i baleta osnovano je 1851. godine.
Najveći predstavnici gruzijske kulture 19. stoljeća bili su: Nikoloz Baratašvili (pjesnik), Alexander Orbeliani (književnik), Vahtang Orbeliani (pjesnik), Dimitri Kipiani (književnik), Grigol Orbeliani (pjesnik), Ilia Čavčavadze (književnik i pjesnik), Akaki Tsereteli (pjesnik), Alexander Kazbegi (književnik), Rapiel Eristavi (pjesnik), Mamia Gurieli (pjesnik), Iakob Gogebašvili (književnik), Simon Gugunava (pjesnik), Babo Avališvili-Kerkeulidze (glumac), Nikoloz Avališvili (glumac), Nikoloz Aleksi-Meskišvili (glumac), Romanoz Gvelesiani (slikar), Grigol Maisuradze (slikar), Alexandre Beridze (slikar), Ivane Machabeli (prevodilac), Okropir Bagrationi (prevodilac), Sardion Aleksi-Meshišvili (prevodilac), Karlampi Savaneli (operni pjevač), Pilimon Koridze (operni pjevač), Lado Agniašvili (folk pjevač), Alioz Mizandari (skladatelj) itd.
Prvo kino u Gruziji osnovano je u Tbilisiju 16. studenoga 1896. Prvi gruzijski kinematografski film ("Putovanje Akakija Tseretelija u Racha-Lechkhumi") 1912. godine snimio je Vasil Amašukeli, dok je prvi gruzijski igrani film ("Kristine") 1916. godine snimio Alexandre Tsutsunava. Tbilisijska državna akademija umjetnosti osnovana je 1917.
Gruzijska kultura patila je pod vlašću Sovjetskog Saveza tijekom 20. stoljeća, tijekom kojeg je nametnuta politika rusifikacije, ali su joj se mnogi Gruzijci snažno opirali. Od neovisnosti Gruzije 1991. godine, dogodio se kulturni preporod, iako donekle otežan ekonomskim i političkim poteškoćama zemlje u post-sovjetskom dobu.